# Silz
Silz es un municipio situado en el distrito de Llanura Lacustre Mecklemburguesa, en el estado federado de Mecklemburgo-Pomerania Occidental (Alemania), a una altitud de 70 metros. Su población a finales de 2016 era de 340 habs. y su densidad poblacional, 30 hab/km².
Se encuentra cerca de la orilla noroeste del lago Müritz, el mayor de Alemania.